# Pagerungan Besar
Pagerungan Besar is een bestuurslaag in het regentschap Sumenep van de provincie Oost-Java, Indonesië. Pagerungan Besar telt 5568 inwoners (volkstelling 2010).